# Laze pri Dramljah
Laze pri Dramljah so naselje v Občini Šentjur. Vaška cerkev je posvečena Sv. Magdaleni.